# 九州沖縄インサイド
『九州沖縄インサイド』（きゅうしゅうおきなわインサイド）は、九州・沖縄のNHKで2007年度から4年間にわたって放送された地域報道番組である。

## 概要
『九州沖縄 金曜リポート』に代わって2007年4月20日に始まった。ブロック内の様々な問題を域内9放送局の取材によって検証し、福岡放送局のスタジオにゲストを招いて話を聞くスタイルをとっていたが、内容によっては各放送局へ出向いて放送することもあった。
『金曜リポート』との違いは、NHKの地域番組見直しでこの枠に独自の放送を行い、この番組を放送しない県が出たことである。改編や東日本大震災の余波もあり2011年2月25日が最終回となった。後継番組は『特報フロンティア』だが、『福岡にんげん交差点』『徹底討論 ふるさと再生スタジアム』も併せて内包した。

## 放送日時
以下、JST。福岡県以外では、放送する・しないは各放送局の判断に委ねられていた。
本放送
金曜　19:30 - 19:55（原則として毎月第1金曜を除く）
再放送
2008年度まで
2日後の日曜　8:00 - 8:25
2009年度
2日後の日曜　7:45 - 8:10
2010年度
2日後の日曜　8:35 - 9:00

## キャスター
- 内山俊哉（2007年度 - 2009年度）
- 西東大（2010年度）
西東は『再生スタジアム』にも出演した。

## 県別の番組
福岡局・北九州局
福岡にんげん交差点（第1週）
佐賀局
佐賀イズム（第1週）
長崎局
なが☆スペ ほか
熊本局
くまもとの風
大分局
ハイビジョンが撮る おおいた美の風景 など（第1週）
宮崎局
宮崎熱時間（第1週）
鹿児島局
かごしま熱風録（第1週）
沖縄局
- ドキュメント沖縄（第1週、2008年度あたりまで）
- きんくる 〜沖縄金曜クルーズ〜（2008年度あたりまでは第1週以外、その後不定期に）

### 備考
- 上記により、長崎・熊本・沖縄各県では原則としてこの番組は放送されないことがあった。
- 福岡以外の県では、この番組を再放送枠でのみ放送するケースもあった。

## NHKの他の地域の金曜夜の報道系番組
似たようなジャンルの番組のみとする。「特報首都圏」以外はこの番組を含め、全国放送される機会はなかなか無い。
- 北海道 - 「北海道クローズアップ」
- 東北 - 「クローズアップ東北」
- 関東・甲信越 - 「特報首都圏」（西東が転勤前に担当した番組）
- 東海・北陸 - 「ナビゲーション」
- 関西 - 「かんさい熱視線」
- 中国 - 「ふるさと発」
- 四国 - 「四国羅針盤」

| NHK九州・沖縄各局 金曜夜 地域報道番組（2007.4 - ） | NHK九州・沖縄各局 金曜夜 地域報道番組（2007.4 - ） | NHK九州・沖縄各局 金曜夜 地域報道番組（2007.4 - ） |
| 前番組                                             | 番組名                                             | 次番組                                             |
| -------------------------------------------------- | -------------------------------------------------- | -------------------------------------------------- |
| 九州沖縄 金曜リポート                              | 九州沖縄インサイド                                 | 特報フロンティア                                   |